# Abel François Villemain
Abel François Villemain (París, 9 de juny, 1790 - idem. 8 de maig, 1870) va ser un polític i escriptor francès.

## Biografia
Villemain va néixer a París i es va educar al Lycée Louis-le-Grand. Va esdevenir mestre adjunt al Lycée Charlemagne, i posteriorment a l'École Normale. El 1812 va guanyar un premi de l'acadèmia amb un assaig sobre Montaigne. Sota la restauració va ser nomenat, primer, professor ajudant d'història moderna, i després professor d'eloqüència francesa a la Sorbona (Universitat de París). Aquí, va pronunciar una sèrie de conferències literàries que van tenir un efecte extraordinari en els seus contemporanis més joves.
Villemain tenia el gran avantatge d'arribar just abans del moviment romàntic, de tenir un gran amor per la literatura sense ser extremista. La majoria dels joves intel·ligents de la brillant generació de 1830 van passar sota la seva influència; i, tot i que va agradar als romàntics amb la seva franca apreciació de les belleses de la poesia anglesa, alemanya, italiana i espanyola, no va censurar els clàssics, ni els clàssics propis de Grècia i Roma ni els anomenats clàssics de França.
El 1819 va publicar un llibre sobre Oliver Cromwell, i dos anys més tard va ser elegit per a l'acadèmia. Villemain va ser nomenat pel govern de la restauració Chef de l'imprimerie et de la librairie, un càrrec que implicava una mena de censura irregular de la premsa, i després a l'oficina de mestre de peticions. Abans de la revolució de juliol havia estat privat del seu càrrec per les seves tendències liberals, i va ser elegit diputat per Évreux el juliol de 1830. Sota Lluís Felip va ser nomenat par de França el 1832. Va ser membre del consell de la pública d'instrucció, i va ser dues vegades ministre d'aquell departament, i també va arribar a ser secretari de l'acadèmia. Durant tota la monarquia de juliol va ser un dels principals dispensadors del mecenatge literari a França, però en els seus darrers anys la seva reputació va disminuir. Va morir a París.
El seu enginy era llegendari; una anècdota té un company de professor que li diu "He descobert un gal·licisme a Ciceró". El professor havia estat revolucionari durant la revolució, seguidor de Napoleó durant l'Imperi i reialista durant la restauració. Villemain li va respondre ràpidament: "Jo també n'he trobat un: «Quantae infidelitates! Quot amicorum fugae!»».
L'obra principal de Villemain és el seu Cours de la littérature française (5 vols., 1828–1829). Entre les seves altres obres destaquen: Tableau de la littérature au Moyen Âge (2 vols., 1846); Tableau de la littérature au XVIII siècle (4 vols., 1864); Souvenirs contemporains (2 vols., 1856); Histoire de Grégoire VII (2 vols., 1873; Engl. trad., 1874).
Lautréamont el va valorar així: 
| « | <"Villemain és trenta-quatre vegades més intel·ligent que Eugène Sue i Frédéric Soulié. El seu prefaci al Diccionari de l'Acadèmia sobreviurà a les novel·les de Walter Scott i Fenimore Cooper, i a totes les novel·les concebibles i imaginables".> | » |

Entre les notícies sobre Villemain es poden citar els de Louis de Loménie (1841), E. Mirecourt (1858), J.L. Dubut (1875). Vegeu també Sainte-Beuve, Portraits (1841, vol. III) i Causeries du lundi (vol. XI, "Notes et pensées").

## Càrrecs que va exercir
- Educació pública, durant el segon gabinet de Nicolas Jean de Dieu Soult (12 de maig de 1839 a l'1 de març de 1840)
- Educació Pública, durant el tercer gabinet de Nicolas Jean-de-Dieu Soult (29 d'octubre de 1840 al 19 de setembre de 1847)
- Abel-François Villemain, fou nomenat el 1821 membre de la Acadèmia francesa al seient núm.. 17.